# George Langelaan
George Langelaan, född 19 januari 1908 i Paris i Frankrike, död 9 januari 1972, var en brittisk författare och journalist. Han är bland annat författare till science fiction-novellen Flugan.